# Чжао-цзун (династія Тан)
Чжао-цзун (піньїнь: Zhāozōng), особисте ім'я Лі Цзе (піньїнь: Lǐ Jíe; 31 березня 867 —22 вересня 904) — двадцять другий імператор династії Тан у 888–904 роках.

## Життєпис
Народився 31 березня 867 року у родині імператора І-цзуна. Отримав ім'я Лі Цзі. У 872 році стає князем Шоу. Під час повстання Хуан Чао 878—882 років разом з двором залишив Чанань. Згодом імператор Сі-цзун оголосив Лі Цзі спадкоємцем трону. Після смерті Сі-цзуна у 888 році Лі Цзі змінив ім'я на Лі Мін та зійшов на трон під ім'ям Чжао-цзун.
Через деякий час після отримання влади знову змінив власне ім'я на Лі Е. Головним завданням поставив собі приборкання військових намісників (цзєдуши). Для цього у 888 році розпочав військову капамнію проти роду Чень. Водночас імператор вирішив позбутися Лі Гоюня, вождя племені шато, що допоміг попередньому імператорові повернути собі владу. Втім кампанія проти нього, що велася у 890–891 роках виявилася невдалою. Також Чжао-цзуну не вдалося приборкати найбільш впливових цзєдуши. Протистояння з цзєдуши тривали до 895 року. Втім починаючи з 896 року імператор фактично вже не контролював більшу частину імперії: цзєдуши, використовуючи ім'я імператора, воювали один з одним. Вони також допомагали приборкувати численні повстання представників імператорському роду Лі проти імператора.
Зрештою вплив імператора зменшився до центральних областей країни. У центральному уряді хазяйнували євнухи, армія розвалювалася. Втім у 903 році імператорові вдалося знищити євнухів. Проте впливовий чиновник Чжу Вень організував змову проти Чжао-цзуна, в результаті якої того було вбито 22 вересня 904 року.